# ميخائيل بوستويك
ميخائيل بوستويك (بالإنجليزية: Michael Bostwick) هو لاعب كرة قدم بريطاني، ولد في 17 مايو 1988 في إلتام ‏ في المملكة المتحدة. لعب مع إبسفليت يونايتد وروشدين ودايموندز وستيفيناغ بوروه ولينكولن سيتي أف سي ونادي بيتربورو يونايتد ونادي كرولي تاون ونادي ميلوول.

## وصلات خارجية
- ميخائيل بوستويك على موقع قاعدة بيانات كرة القدم.إي يو (الإنجليزية)
- ميخائيل بوستويك على موقع Soccerbase.com (لاعب) (الإنجليزية)